# 미야케 다쿠조
미야케 다쿠조(일본어: 三宅 宅三, 1921년 2월 22일 ~ 2006년 4월 16일)는 일본의 전 프로 야구 선수이자 야구 지도자이다. 오카야마현 구라시키시 출신이며 현역 시절 포지션은 외야수였다.

## 인물
다마시마 중학교(현: 오카야마 현립 다마시마 상업고등학교) 시절에는 투포환 선수로 활약하여 전국 대회에서 우승을 차지했다. 메이지 대학을 졸업하고 구라시키 공업고등학교의 감독이 됐는데 1949년에는 팀을 고시엔 대회 출전으로 이끌었다.
1950년에 마이니치 오리온스의 창단과 동시에 테스트를 통해 입단했는데 개막 이후부터 1루수 겸 6번 타자로 발탁됐다. 같은 해 쇼치쿠 로빈스와의 일본 시리즈에서는 1루수, 대타로서 2경기에 출전했다. 1951년에는 외야수도 겸해 5월부터 4번 타자로 기용하는 등 팀의 중심 타자로 활약하여 처음으로 규정 타석(16위, 타율 0.281)을 채웠다. 1952년에는 개인 최고 성적인 0.294(12위), 18홈런을 기록했고 1955년에는 에노모토 기하치에게 1루 수비 자리를 넘겨주고 외야수에만 전념했다. 1956년까지 팀의 주전 자리를 지켰지만 1957년에는 출전 기회가 줄어들면서 그 해를 마지막으로 현역에서 은퇴했다.
현역 선수로서의 생활은 8년으로 짧았지만 선구안이 좋았고 장타력도 있기 때문에 때때로 팀의 중심 타자를 맡는 등 3차례나 두 자릿수 홈런을 기록하는 등의 활약을 보였다. 은퇴 후에는 다이마이·도쿄·롯데에서 타격 코치, 전력분석원, 스카우트 등을 맡았고 1987년부터 1996년까지 주니치 드래건스에서 편성본부 고문을 지냈다. 2006년 4월 16일에 호흡부전으로 도쿄도 세타가야구의 병원에서 사망했다(향년 85세). 2005년에 친정팀인 지바 롯데 마린스의 일본 시리즈 우승을 지켜본 죽음이었다.

## 에피소드
- 부친은 구라시키시의 시의원으로 아들을 정치인으로 만들 생각으로 선거에서 이기기 위해 기억하기 쉬운 이름으로 지은 것이 이름의 유래였다(또한 오카야마현 다마노시에는 동성동명의 시의원이 존재).
- 롯데 스카우트 시절 중화민국에서 일본에 온 투수를 입양해 ‘미야케 소겐’이라는 일본 이름으로 명명한 뒤 롯데에 입단시켰다(그 후 요미우리 자이언츠로 이적).[1]

## 상세 정보

### 출신 학교
- 다마시마 중학교(현: 오카야마 현립 다마시마 상업고등학교)
- 메이지 대학

### 선수 경력
- 마이니치 오리온스(1950년 ~ 1957년)

### 개인 기록

#### 첫 기록
- 첫 출장·첫 선발 출장 : 1950년 3월 11일, 대 니시테쓰 클리퍼스 1차전(한큐 니시노미야 구장), 6번·1루수로 선발 출장
- 첫 안타 : 1950년 3월 16일, 대 한큐 브레이브스 1차전(오스 구장), 9회말에 가타오카 히로쿠니의 대타로 출장, 덴포 요시오로부터 단타
- 첫 홈런 : 1950년 8월 16일, 대 긴테쓰 펄스 12차전(고라쿠엔 구장), 9회말에 에바라 요시미의 대타로 출장, 구로오 시게아키로부터 동점 2점 홈런

#### 기타
- 올스타전 출장 : 1회(1952년)

### 등번호
- 27(1950년 ~ 1957년)
- 53(1958년 ~ 1959년)
- 65(1963년 ~ 1965년)

### 연도별 타격 성적
| 연 도      | 소 속      | 경 기 | 타 석 | 타 수 | 득 점 | 안 타 | 2 루 타 | 3 루 타 | 홈 런 | 루 타 | 타 점 | 도 루 | 도 루 자 | 희 생 번 | 희 생 플 | 볼 넷 | 고 4 | 사 구 | 삼 진 | 병 살 타 | 타 율 | 출 루 율 | 장 타 율 | O P S |
| ---------- | ---------- | ----- | ----- | ----- | ----- | ----- | ------- | ------- | ----- | ----- | ----- | ----- | -------- | -------- | -------- | ----- | ---- | ----- | ----- | -------- | ----- | -------- | -------- | ----- |
| 1950년     | 마이니치   | 37    | 82    | 78    | 9     | 18    | 3       | 1       | 1     | 26    | 9     | 1     | 1        | 0        | --       | 4     | --   | 0     | 11    | 2        | .231  | .268     | .333     | .602  |
| 1951년     | 마이니치   | 88    | 306   | 278   | 45    | 78    | 11      | 2       | 8     | 117   | 39    | 19    | 8        | 4        | --       | 22    | --   | 0     | 12    | 9        | .281  | .333     | .421     | .754  |
| 1952년     | 마이니치   | 106   | 414   | 378   | 66    | 111   | 19      | 2       | 18    | 188   | 69    | 25    | 15       | 0        | --       | 32    | --   | 1     | 27    | 9        | .294  | .350     | .497     | .848  |
| 1953년     | 마이니치   | 113   | 420   | 377   | 55    | 103   | 17      | 1       | 14    | 164   | 63    | 32    | 10       | 1        | --       | 39    | --   | 0     | 22    | 17       | .273  | .341     | .435     | .776  |
| 1954년     | 마이니치   | 122   | 414   | 376   | 47    | 75    | 10      | 3       | 9     | 118   | 45    | 26    | 10       | 1        | 3        | 31    | --   | 1     | 34    | 13       | .199  | .262     | .314     | .576  |
| 1955년     | 마이니치   | 114   | 319   | 286   | 41    | 79    | 14      | 4       | 15    | 146   | 46    | 18    | 6        | 1        | 4        | 27    | 1    | 0     | 28    | 9        | .276  | .339     | .510     | .849  |
| 1956년     | 마이니치   | 110   | 313   | 274   | 35    | 75    | 19      | 6       | 7     | 127   | 37    | 2     | 8        | 5        | 5        | 28    | 0    | 1     | 27    | 5        | .274  | .343     | .464     | .807  |
| 1957년     | 마이니치   | 33    | 42    | 40    | 6     | 8     | 2       | 0       | 1     | 13    | 4     | 2     | 0        | 0        | 0        | 2     | 0    | 0     | 4     | 0        | .200  | .238     | .325     | .563  |
| 통산 : 8년 | 통산 : 8년 | 723   | 2310  | 2087  | 304   | 547   | 95      | 19      | 73    | 899   | 312   | 125   | 58       | 12       | 12       | 185   | 1    | 3     | 165   | 64       | .262  | .323     | .431     | .754  |

- 굵은 글씨는 시즌 최고 성적.